# Plan van Casa Mata
Het Plan van Casa Mata was een manifest dat werd opgesteld teneinde de monarchie in Mexico omver te werpen en een republiek in te voeren.
In 1822, nadat Ferdinand VII van Spanje en andere Europese vorsten geweigerd hadden de kroon van Mexico te accepteren, had Agustín de Iturbide zichzelf uitgeroepen tot keizer van het Eerste Mexicaanse Keizerrijk. Iturbide regeerde autoritair, zo liet hij het Congres sluiten. Al snel kwam er verzet tegen zijn regering. Op 1 februari 1823 stelden de generaals Antonio López de Santa Anna en Guadalupe Victoria in Vera Cruz het Plan van Casa Mata op, waarin ze te kennen gaven Iturbide niet te erkennen en ze riepen op tot zijn omverwerping. Ze lieten het verspreiden over heel Mexico. Provincies die het ondertekenden gaven te kennen soeverein te zijn en het gezag van Iturbide niet meer te erkennen. Toen vrijwel alle provincies het plan ondertekend hadden zag Iturbide zich gedwongen om af te treden. Hij vluchtte naar Europa.
Het congres werd weer geïnstalleerd en een voorlopige regering begon met het opstellen van een grondwet. Deze was in 1824 gereed. Volgens de grondwet van 1824 was Mexico voortaan een republiek en bovendien een federatie. Victoria werd de eerste president van Mexico.